# Sete Fontes de S. Victor

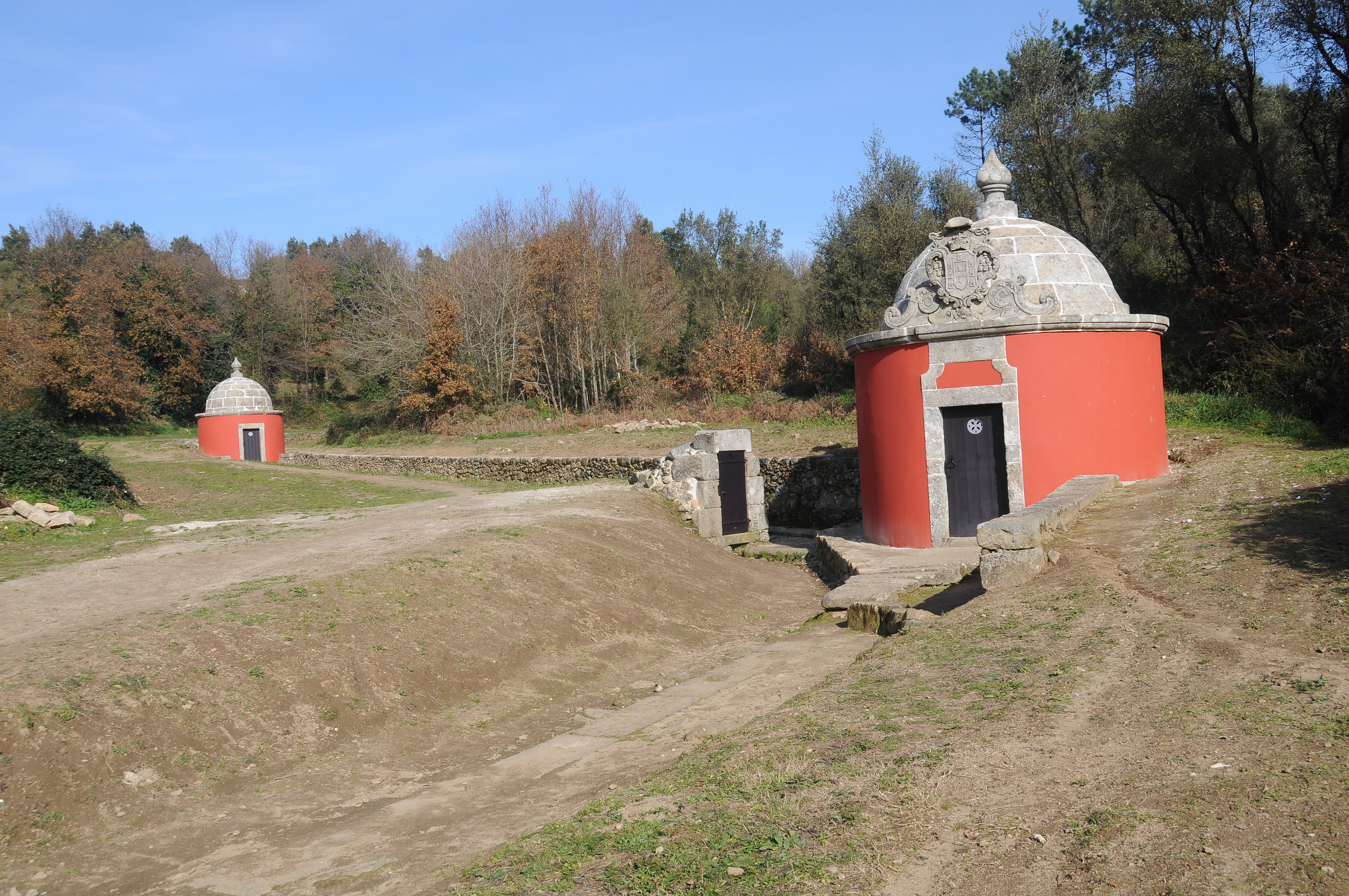
Sete Fontes, Braga: duas mães de água

Sete Fontes: canal subterrâneo composto por elementos graníticos inteiros, ocos, com macho e fêmea nas extremidades para se interligarem.

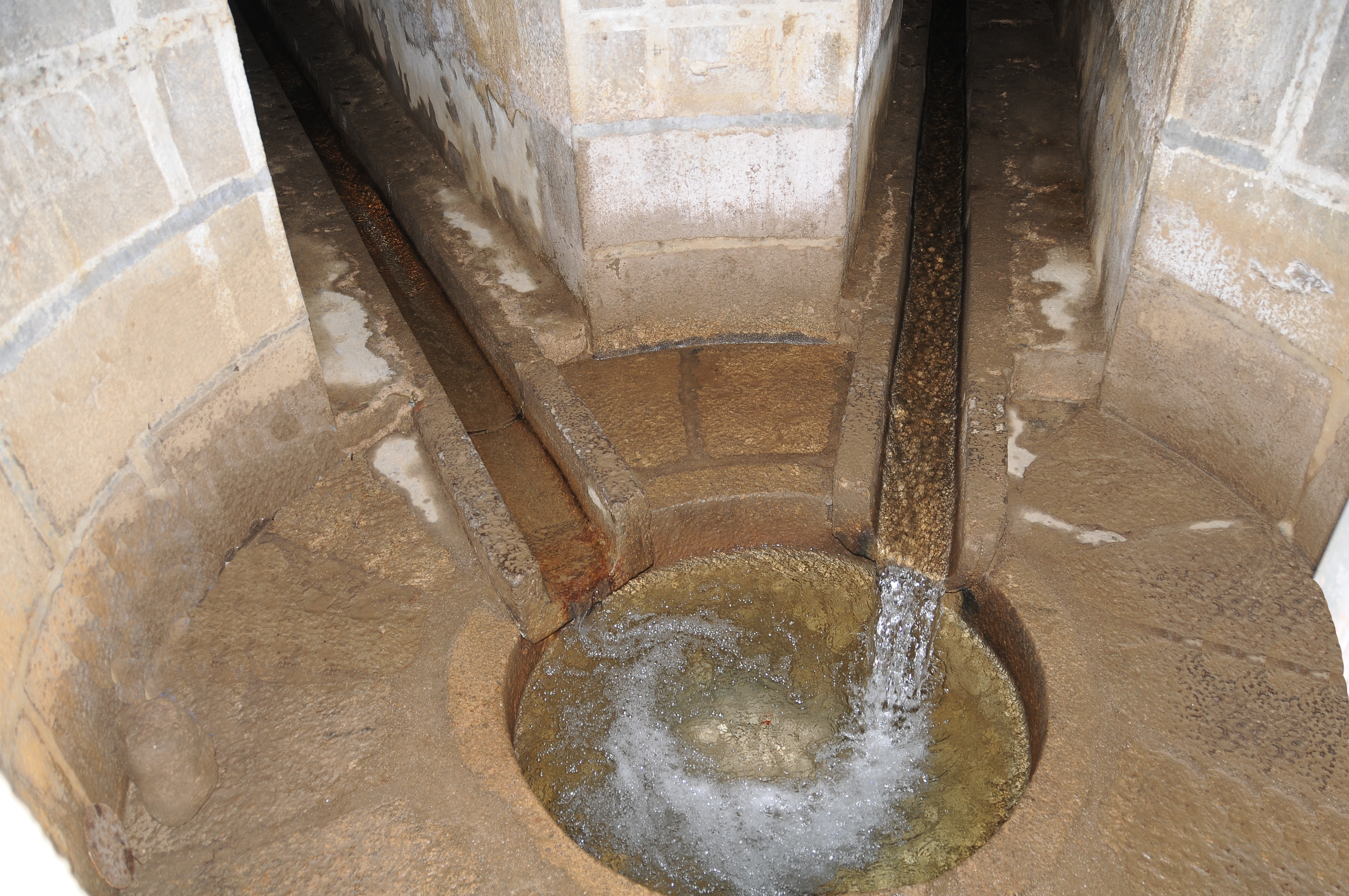
Sete Fontes: interior da Fonte Gémea do Dr. Alvim.

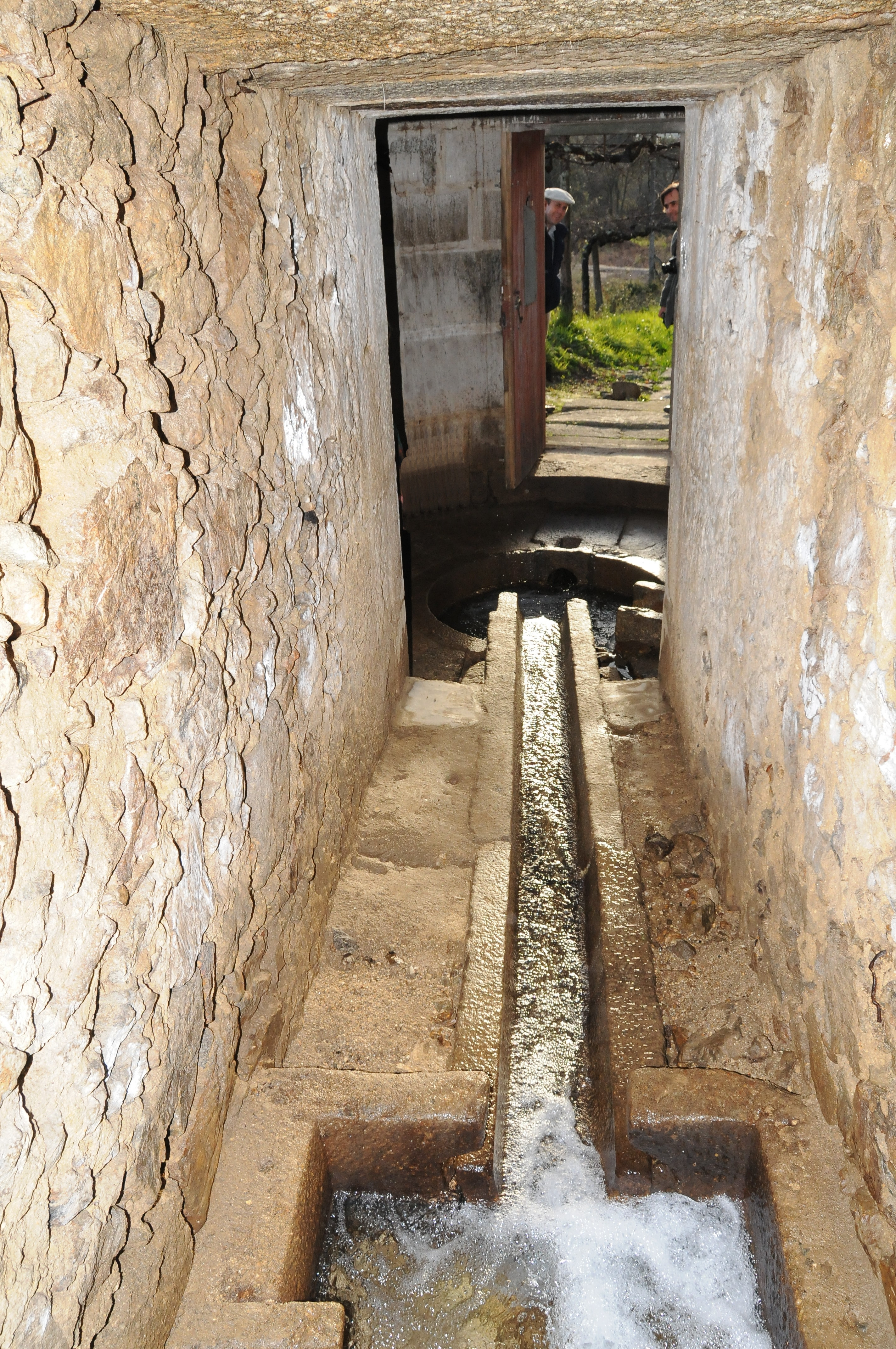
Sete Fontes: interior da Mina do Dr. Sampaio.

As Sete Fontes, ou Aqueduto de Braga e Aqueduto das Sete Fontes, como também são designadas, localizam-se nas freguesias de São Victor e Gualtar, cidade e município de Braga, distrito do mesmo nome, em Portugal.
Constituiram um sistema de abastecimento de água à cidade de Braga criado no século XVIII.
Encontram-se classificadas como Monumento Nacional desde de 25 de maio de 2011.

## História
As Sete Fontes remontam à época da invasão romana da península Ibérica, nomeadamente da fundação de "Bracara Augusta", como testemunham algumas escavações arqueológicas.
O atual sistema foi construído por ordem do então Arcebispo de Braga, D. José de Bragança, no século XVIII.
Ao assumir o cargo, como uma das suas primeiras medidas, D. José de Bragança logo no dia 21 de agosto de 1703 foi "pedir esclarecimentos à Câmara do estado dos muros da cidade e sobre o estado do fornecimento da água". À época já haviam sido descobertos vários mananciais de água potável no atual lugar das Sete Fontes e em Montariol. 
A exemplo do seu irmão, João V de Portugal, que mandara construir em Lisboa o Aqueduto das Águas Livres, D. José determinou que, em Braga, a partir daqueles lugares, se iniciassem as obras de Engenharia Hidráulica necessárias para trazer a água até à cidade.
A obra abasteceu Braga até 1913, quando a água do rio Cávado chegou até aos reservatórios de Guadalupe.
Em 1934 o caudal do antigo sistema foi estimado em 500 000 litros por dia.
Ainda hoje existem casas onde a água das Sete Fontes chega, numa forma de antigo Direito chamada "penas de água" (medida do diâmetro da torneira).
A maioria das fontes, fontanários e chafarizes da cidade ainda são abastecidas por este sistema.
Em 2014 foram feitas obras de restauro no complexo. A obra, orçada em 55 mil euros - com 85 por cento de financiamento pelo Feder -, consistiu na limpeza e reposição dos rebocos conforme o aspecto original, preservando a integridade do Complexo das Sete Fontes e a integração harmónica entre a parte construída ou o natural paisagístico que a envolve. Efectuou-se ainda a reposição de um brasão em pedra sobre uma das mães de água e substituíram-se diversas portas exteriores.

## Características
O manancial é constituído por sete fontes, quatro delas com edificações de planta circular em pedra aparelhada e teto em abóbada ("mães d'água"), a que se somam minas abertas na pedra com condutas e galerias. A conduta principal nasce na primeira "mãe d'água" e prossegue, captando as águas das demais minas e mães d'água até ao Areal, onde existia a última mãe d'água. Esta última e parte do canal, foram destruídas em nossos dias por uma construtora civil para dar lugar a blocos habitacionais. 
O canal prossegue pela rua do Areal, Largo de Monte d'Arcos, Rua de São Vicente, Rua dos Chãos até ao atual Largo de São Francisco, onde existia uma mãe d'água distribuidora para as ruas da cidade, mais tarde escritório de uma companhia de seguros e que em 2019 foi transformada numa pastelaria.

## Parque urbano
A Câmara Municipal de Braga pretende transformar a zona das Sete Fontes num parque urbano.
O Parque Eco Monumental das Sete Fontes corresponderá ao maior parque urbano do país.
Estão previstos cerca de 30 hectares de parque verde público, 30 hectares de área florestal privada e 30 hectares de área urbana, com a criação de praças, edificações e vias de circulação, nas bordaduras e nas duas entradas do Parque, uma em São Vítor e outra, a criar, de ligação a Gualtar, com capacidade construtiva de prédios de dois e três andares e que, na zona norte perto da Igreja de Gualtar, pode chegar aos quatro pisos.
P parque terá quatro entradas de acesso, situadas junto ao Retail Park, ao Colégio João Paulo II – Polo das Sete Fontes, ao Hospital e à Senhora das Sete Fontes.
Prevê, ainda, a criação de um trilho entre o centro urbano e a estrutura, que culmina com uma espécie de elevador, para subida da zona mais baixa até à mais alta, a norte.
A capacidade construtiva é atribuída no plano aos proprietários, no sistema de perequação, ou seja, aqueles desistem de construir em áreas verdes e, em contrapartida, esse direito já adquirido, passa para outras áreas, as que se situam nas bordas do Parque.
O Plano serve também de salvaguarda do edifício do Hospital, garantindo a qualidade do ar e a diminuição de poluição sonora.

#### Cronologia
Em 18 de agosto de 2020, a câmara de Braga adquiriu os primeiros terrenos para a construção do futuro Parque, à Província Portuguesa da Consagração das Irmãs Hospitaleiras do Sagrado Coração de Jesus. Dos 9.714,85 metros quadrados de área adquiridos, 7. 348,85 são para afetar ao futuro parque e os restantes 2. 366 destinam-se à regularização da titularidade de infraestruturas viárias de acesso ao futuro Parque e ao Hospital de Braga. A autarquia pagou 14,20 euros o m2.
Em 4 de fevereiro de 2021 foi anunciado que o município de Baga vai adquirir duas parcelas de terreno, num total superior a 51 mil metros quadrados por um preço de 345.669 euros. Após esta aquisição, o município assegura a gestão de quase 59 mil metros quadrados de área verde nas Sete Fontes. Se juntarmos a estes dados a área verde propriedade do Estado indexada ao Hospital de Braga (11,34 hectares de área verde), a área prevista para a execução do Parque das Sete Fontes de domínio público é superior à área de domínio privado (cerca de 17,2 hectares de domínio público e 12,7 de domínio privado).
Em 22 de março de 2021, a Câmara de Braga aprovou o plano de urbanização para a zona das Sete Fontes, e uma alteração ao Plano Diretor Municipal para a área. Após a aprovação em Assembleia Municipal, o Plano passa à fase de execução, com a construção de trilhos, mobiliário urbano, sinalização e iluminação. E tratamento e renovação florestal.
Em 13 de setembro de 2021 o Município de Braga debate e vota uma proposta do vereador Miguel Bandeira, de aquisição de mais um terreno, pertencente à família Nozes, para integrar o Parque Ecomonumental das Sete Fontes. Após esta compra a Autarquia fica a gerir 64.971 m2, de um total de 300 mil m2 (30 hectares) previstos para parque verde.
A Câmara está em litígio judicial com outros dois proprietários, o empresário Ermelando Sequeira e a família Sampaio.
Em 24 de setembro de 2021 foi publicado no Diário da República o Plano de Urbanização para a zona das Sete Fontes, que foi aprovado unanimemente na Câmara Municipal. Assim, o documento passa a ter forma de lei.
Em novembro de 2022, o Município de Braga vai avançar com uma nova Unidade de Execução urbanística nos terrenos das Sete Fontes, com 46.549 m2, elevando, assim, para mais de 100 mil m2 a área do futuro equipamento de cariz histórico, ambiental e florestal e de lazer. Quanto concluído, terá 30 hectares de parque verde público, outros tantos de área florestal privada e 30 outros de área urbana, com criação de praças, pequenas edificações de apoio, miradouros, percursos pedestres e cicláveis.
A unidade de execução nº7, a segunda a ser implementada nas Sete Fontes, prevê, de forma exata e efetivamente delimitada, solo urbano com aptidão edificatória (14.094 m2), solo urbano sem aptidão edificatória (2.298 m2) e solo rústico com relevância para a valorização do solo urbano (30.202 m2).
Em Junho de 2024, a Câmara de Braga recebeu garantias da Ministra da Saúde, Ana Paula Martins, de que a cedência temporária de uma parcela de terrenos, com 11,3 hectares, adjacente ao Hospital de Braga, para o projeto municipal de criação do “Ecoparque das Sete Fontes”, avançará em 2024. O Município assegura a gestão de 58.731,91 m2 de área verde nas Sete Fontes. Se se juntar a área verde propriedade do Estado indexada ao Hospital (11,34 ha), a área prevista para a execução do Parque de domínio público é superior à de domínio privado (cerca de 17,2 ha de domínio público e 12,7ha de domínio privado).
Em Junho de 2025, o Tribunal Administrativo de Braga anulou o Plano de Urbanização das Sete Fontes, por não ter sido concluído no prazo legalmente previsto. A Câmara diz que não muda nada e que a construção de um parque ecomonumental na zona vai continuar.